# Шлойзинген
Шлойзинген (нем. Schleusingen) — город в Германии, в земле Тюрингия.
Входит в состав района Хильдбургхаузен. Население составляет 10960 человек (на 31 декабря 2018 года). Занимает площадь 125,56 км².
Город подразделяется на 18 городских районов.